# Draisiana

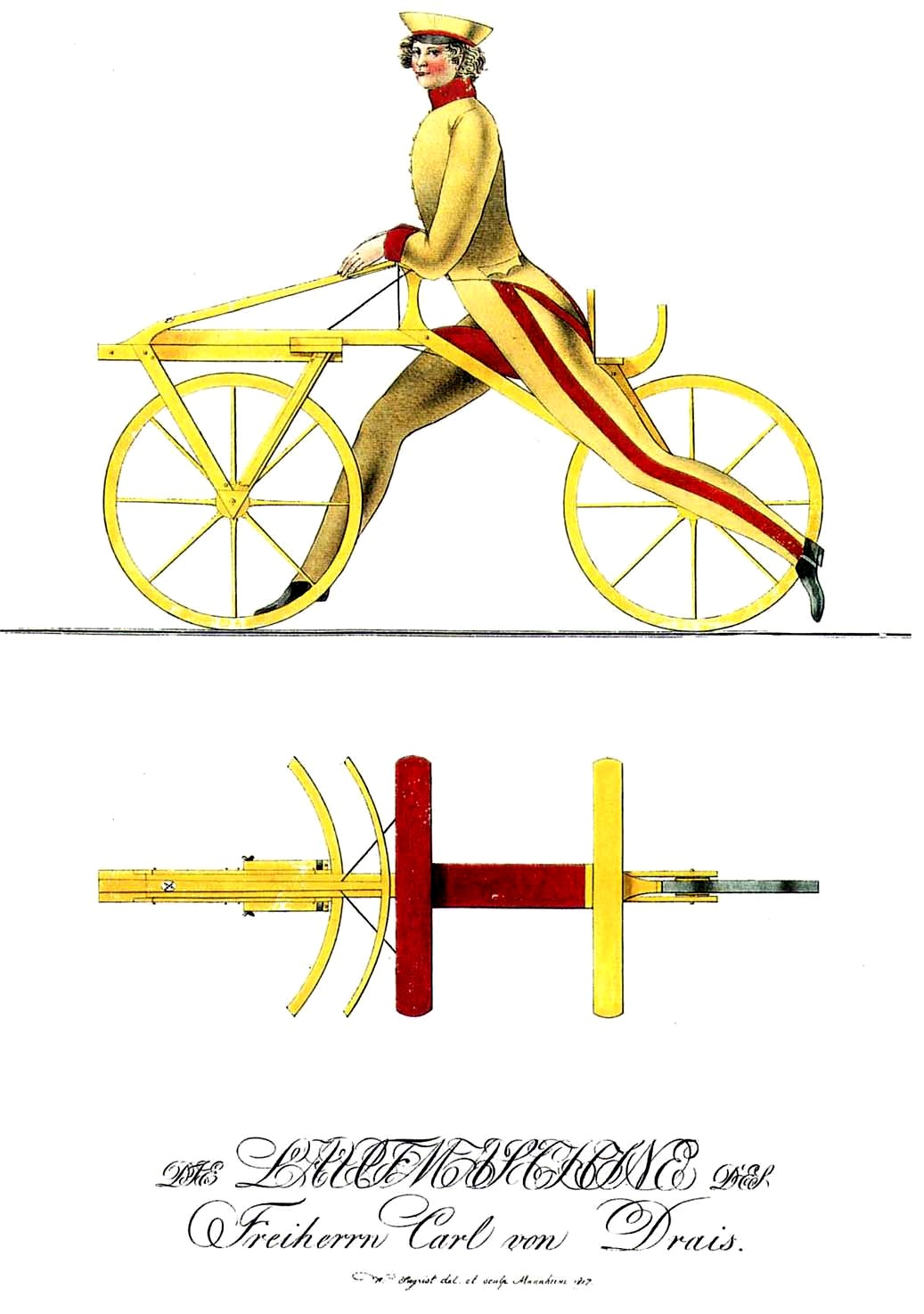
El «caballito de madera» (dandy-horse) de Drais (1899)

La draisiana es el nombre de un vehículo de dos ruedas alineadas, el cual se hace avanzar con el impulso del pie sobre el suelo. Un manillar permitía posar las manos durante del desplazamiento y una palanca, llamada dirigeoir, servía para mover la rueda delantera. 
Fue el primer vehículo práctico de tracción humana y se considera el antecedente más antiguo de la bicicleta.
Sobre la base de la draisiana, en Francia, durante la década de 1860, se inventó el  vélocipède.

## Historia
En 1817, el barón alemán Karl Christian Ludwig Drais von Sauerbronn diseñó el primer vehículo de dos ruedas con dispositivo de dirección. Esta máquina, denominada draisiana (en honor a su inventor), al que llamó «máquina andante» (en alemán, laufmaschine), fue precursora de la bicicleta y la motocicleta. Esta «máquina andante» consistía en una especie de carrito de dos ruedas, colocadas una detrás de otra, y un manillar. La persona se mantenía sentada sobre una pequeña montura, colocada en el centro del dispositivo, mientras que sus brazos descansaban sobre el mencionado manubrio y con las manos sostenía una vara de madera, unida a la rueda delantera, que giraba en la dirección hacia la cual quería ir el conductor.
Este invento estaba basado en la idea de que una persona, al caminar, desperdicia mucha fuerza por tener que desplazar su peso en forma alternada de un pie al otro. Drais logró crear este sencillo vehículo que le permitió a la persona evitar ese trabajo. Esta máquina, evolucionó rápidamente hasta llegar a la bicicleta actual. Hoy en día el diseño original sin pedales es usado en prebici (conocidas también como bicicleta de entrenamiento sin pedales) - un medio de transporte para los niños.